# Oliva spicata
Es un caracol marino conocido como oliva (Oliva spicata) es una especie de gasterópodo marino perteneciente a la familia Olividae, comúnmente conocidas como olivas1. Habita en zonas arenosos e incluso de grava más que áreas con corales y pastos marinos2.

## Clasificación y descripción

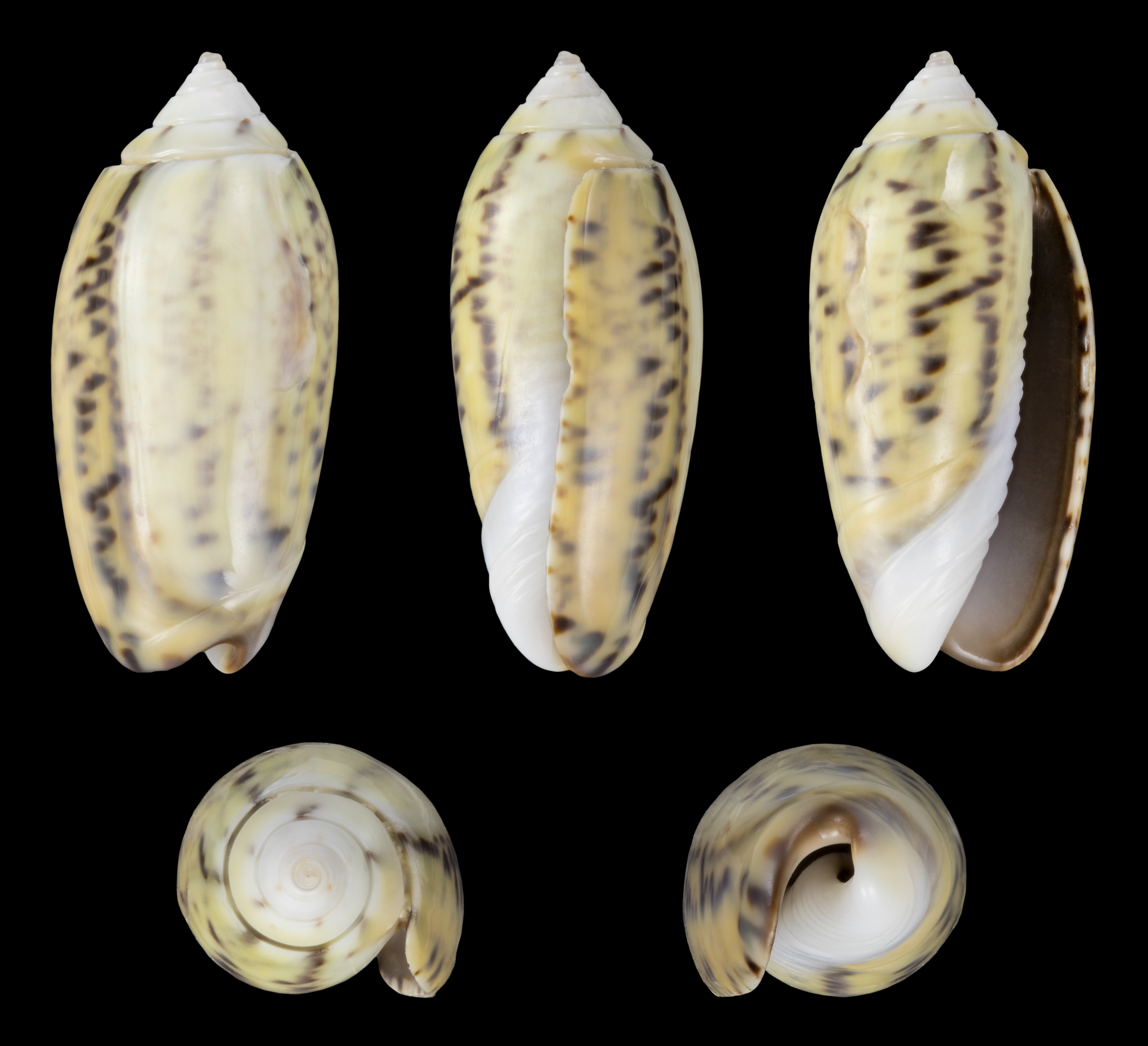
var. violacea

Concha de tamaño mediano, cilíndrica y brillante. El color de la concha es muy variable, salpicado de puntos distribuidos irregularmente de color marrón. El color de la concha parece estar relacionado al color del sustrato donde habite2. La espira es bastante alta. Sutura acanalada por debajo de la espira. La espira es baja. Labio externo liso y grueso. Sin opérculo. Llega a medir hasta 46 mm de largo3.

## Distribución
La especie Oliva spicata se distribuye a lo largo del Golfo de California y al sur de Panamá3.

## Ambiente
Se le puede encontrar en el lado externo de los bancos de arena, justo en el nivel más bajo de la marea2.

## Estado de Conservación
Hasta el momento en México no se encuentra en ninguna categoría de protección, ni en la Lista Roja de la IUCN (International Union for Conservation of Nature) ni en CITES (Convención sobre el Comercio Internacional de Especies Amenazadas de Fauna y Flora Silvestres).